# Paul Williams (rugby à XV, 1983)
Pour les articles homonymes, voir Paul Williams et Williams.

a Compétitions nationales et continentales officielles uniquement.

b Matchs officiels uniquement.
Dernière mise à jour le 9 décembre 2024.
Paul Williams, né le 22 avril 1983 à Auckland (Nouvelle-Zélande), est un joueur international samoan de rugby à XV. Il joue aux postes d'arrière, de centre ou d'ailier
Il commence sa carrière en Nouvelle-Zélande, jouant pour plusieurs équipes jusqu'en 2010. Il rejoint ensuite l'Europe, et le club anglais des Sale Sharks en 2010. Un an plus tard, il s'engage avec le Stade français Paris, où il joue sept saisons, et termine sa carrière de joueur en 2018.
Avec les Samoa, il connaît 19 sélections entre 2010 et 2016, disputant au passage la Coupe du monde 2011.

## Biographie

### Jeunesse et formation
Paul Williams est le fils de l'ancien international néo-zélandais Bryan Williams, ayant connu 38 sélections avec les All Black dans les années 1970. Comme son père, il est donc d'origine samoane et cookienne. Il est également le frère cadet de Gavin Williams, international samoan entre 2007 et 2010.
Dans la lignée familiale, il commence le rugby à l'âge de six ans dans le club de Ponsonby à Auckland. Il progresse dans les rangs du club au point de disputer sa première saison avec l'équipe senior en 2002, jouant aux côtés de son frère Gavin, ainsi qu'avec l'équipe Development (espoir) de la province d'Auckland la même année,.

### Carrière en club

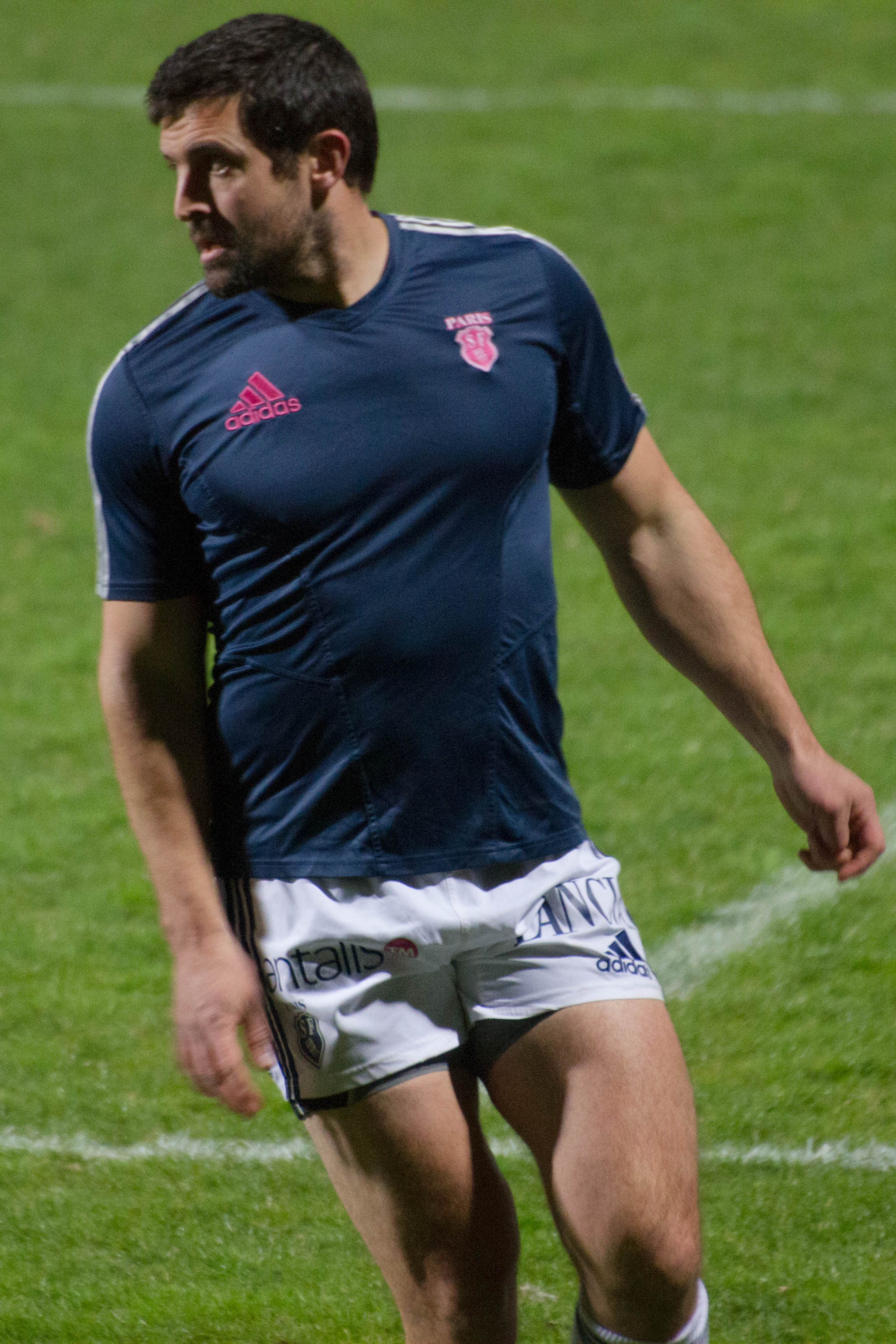
Paul Williams à l'échauffement avant un match contre le Stade toulousain, en mars 2012.

À la sortie d'une bonne saison avec les jeunes d'Auckland, Paul Williams est retenu à l'âge de 19 ans au sein de l'effectif de la franchise des Highlanders pour la saison 2003 de Super 12,. Il joue son premier match professionnel le 20 février 2003, en étant titularisé à l'arrière face aux Chiefs. Malgré son jeune âge, il enchaîne six matchs (dont cinq titularisations) avec cette équipe, avant qu'une grave blessure à la jambe n'interrompe brutalement sa saison,. En effet, lors d'un match face aux Blues, il se fracture simultanément le tibia et le péroné sur un placage,.
Cette blessure l'écarte des terrains pendant le restant de l'année 2003 puis, un an plus tard, la blessure s'étant aggravé, il doit se faire opérer une deuxième fois,. Il peut finalement reprendre la pratique du rugby plus de deux ans après sa blessure, au niveau amateur avec son club de Ponsonby,.
En 2006, soit plus de trois ans après son dernier match professionnel, il retrouve un contrat avec la province de Canterbury en National Provincial Championship. Il joue son premier match sous ses nouvelles couleurs en août 2006. Il joue quatre matchs lors de la compétition.
Suivant cette première saison au niveau provincial, il est recruté par la franchise des Crusaders pour la saison 2007 de Super 14. Cependant, manquant de rythme, il n'est pas utilisé lors de la saison.
La saison suivante, il fait son retour avec les Highlanders. Il s'impose immédiatement comme un titulaire indiscutable avec cette équipe, partageant son temps de jeu entre l'aile et l'arrière. Auteur de performances remarquées, il est nommé pour le titre du meilleur joueur néo-zélandais de la saison, récompense qui reviendra finalement à Andrew Hore,.
Plus tard la même année, il effectue une troisième saison pleine avec Canterbury, avec qui il marque six essais en onze matchs. Vice-capitaine de son équipe, il est titulaire lors de la victoire en finale face à Welington,.
Après ce premier titre, il décide de se rapprocher de sa famille, et fait son retour avec la province d'Auckland, tout en s'engageant pour la franchise des Blues,. Il joue deux saisons avec les Blues, disputant vingt-quatre matchs dont treize titularisations.
En 2010, il décide de quitter la Nouvelle-Zélande, et s'engage avec le club anglais des Sale Sharks en Premiership pour un contrat d'une saison,. Il est l'auteur d'une saison pleine avec sa nouvelle équipe, mais n'étant pas parvenu à trouver un accord avec le club pour une prolongation de contrat, il le quitte au bout d'une unique saison.
Il rejoint alors le Stade français à l'orée de la saison 2011-2012 de Top 14. Polyvalent principalement entre les postes d'arrière et de centre, il obtient un temps de jeu conséquent lors de ses premières saisons à Paris. Lors de la deuxième partie de la saison 2012-2013, il a l'occasion de jouer pour la première fois au niveau professionnel avec son frère Gavin, qui a rejoint l'effectif parisien en tant que joker médical. En mai 2013, il est titulaire lors de la finale de Challenge européen que son équipe perd face au Leinster.
Lors de la saison 2014-2015, une blessure au tendon d'Achille l'écarte longuement des terrains, et lui fait manquer le titre national remporté par son équipe en fin de saison. Il retrouve son meilleur niveau l'année suivante, faisant une saison réussie avec sept essais en dix-sept matchs,.
En juin 2018, à la fin de sa septième saison au Stade français, et alors qu'il est âgé de 35 ans, il met un terme à sa carrière de joueur,.

### Carrière en équipe nationale

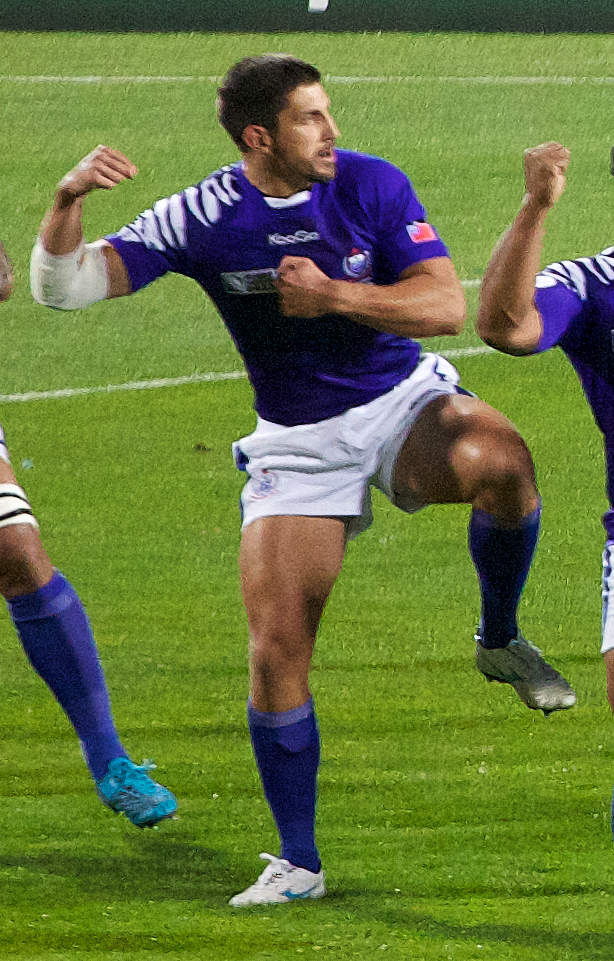
Paul Williams lors du siva tau, avant le match face à l'Afrique du Sud, pendant la Coupe du monde 2011.

Paul Williams représente l'équipe de Nouvelle-Zélande des moins de 19 ans en 2002, et remporte avec cette équipe le championnat du monde junior en Italie cette année là.
En mai 2008, il est appelé en équipe de Nouvelle-Zélande pour participer à un camp d'entraînement en prévision d'une série de test matchs face à l'Angleterre et le pays de Galles. Il est confirmé dans l'effectif des All Blacks deux semaines plus tard, lorsqu'il est appelé en remplacement de Mils Muliaina blessé pour la série. Finalement, un jour après sa sélection, Muliaina est déclaré remis, et Paul Williams quitte le groupe sans avoir disputé de match. À nouveau considéré pour une sélection pour la tournée en Europe à la fin d'année, il n'est toutefois pas retenu, lui étant préféré Cory Jane, et n'obtient finalement jamais de cape avec les All Black.
Il décide de représenter les Samoa au niveau international en 2010. Il connaît sa première sélection avec les Manu Samoa le 12 juin 2010 contre les Tonga, lors de la Coupe des nations du Pacifique,. Un an plus tard, il inscrit un essai lors de la victoire historique de son pays face à l'Australie à Sydney.
Le 24 août 2011, il est retenu par Fuimaono Tafua dans la liste des trente joueurs qui disputent la Coupe du monde 2011 en Nouvelle-Zélande. Il est titulaire à l'arrière lors des quatre matchs de son équipe, et inscrit 21 points (un essai, deux pénalités, cinq transformations). Lors du match face à l'Afrique du Sud, il reçoit un carton rouge pour avoir frappé au visage le troisième ligne Heinrich Brussow. Il est cependant blanchi par la commission de discipline par la suite, et ne reçoit aucune suspension.
Régulièrement sélectionné après le mondial néo-zélandais, il manque toutefois l'intégralité de l'année 2014 sur blessure, et n'est pas appelé pour la Coupe du monde 2015 en Angleterre,.
Après plus de trois ans d'absence en sélection, il fait son retour avec les Samoa en novembre 2016. Il joue le dernier match de sa carrière internationale le 12 novembre 2016 face à la France à Toulouse.

## Palmarès

### En club
- Vainqueur du NPC en 2008 avec Canterbury.
- Finaliste du Challenge européen en 2013 avec le Stade français.
- Vainqueur du Championnat de France en 2015 avec le Stade français.

### En équipe nationale
- Vainqueur du Championnat du monde des moins de 19 ans en 2002 avec la Nouvelle-Zélande.
- Vainqueur de la Coupe des nations du Pacifique en 2010 et 2012 avec les Samoa.

## Statistiques en équipe nationale
Paul Williams compte 19 sélections avec les Samoa, toutes en tant que titulaire, entre le 12 juin 2010 contre les Tonga et le 12 novembre 2016 contre la France.
Il participe à une édition de la Coupe du monde, en 2011 où il dispute quatre rencontres, contre la Namibie, le pays de Galles, les Fidji et l'Afrique du Sud.